# 夜をあける
『夜をあける』（よるをあける）は、nothingmanの3枚目のミニアルバム（自主制作を含めると4枚目）。2011年12月7日にONE BY ONE RECORDSから発売。

## 概要
- 全国流通盤としては約2年ぶりのCDである。
- 表題曲「スローモーション」で、nothingmanとしては初めて正式なプロモーションビデオが制作された(ライブPVは「beautiful world」の際に制作された)[1]。
- 「スローモーション」は、公式サイトにて無料配信が行われた。
- 現在、CDショップやショッピングサイトの他に、iTunesでのダウンロードも可能である。

## 収録曲
（全曲作詞: 宮下浩 / 作曲: nothingman）
1. あたらしいあなた
2. スローモーション
  - ピアノが加わった別バージョンも存在する。
  - 2011年8月より公式サイトにて無料ダウンロードが可能だったが、現在はダウンロード不可の状態となっている。
3. music
4. 声
5. レイニー
6. そばにいたい
7. 夢の続き